# Ancre (architecture)

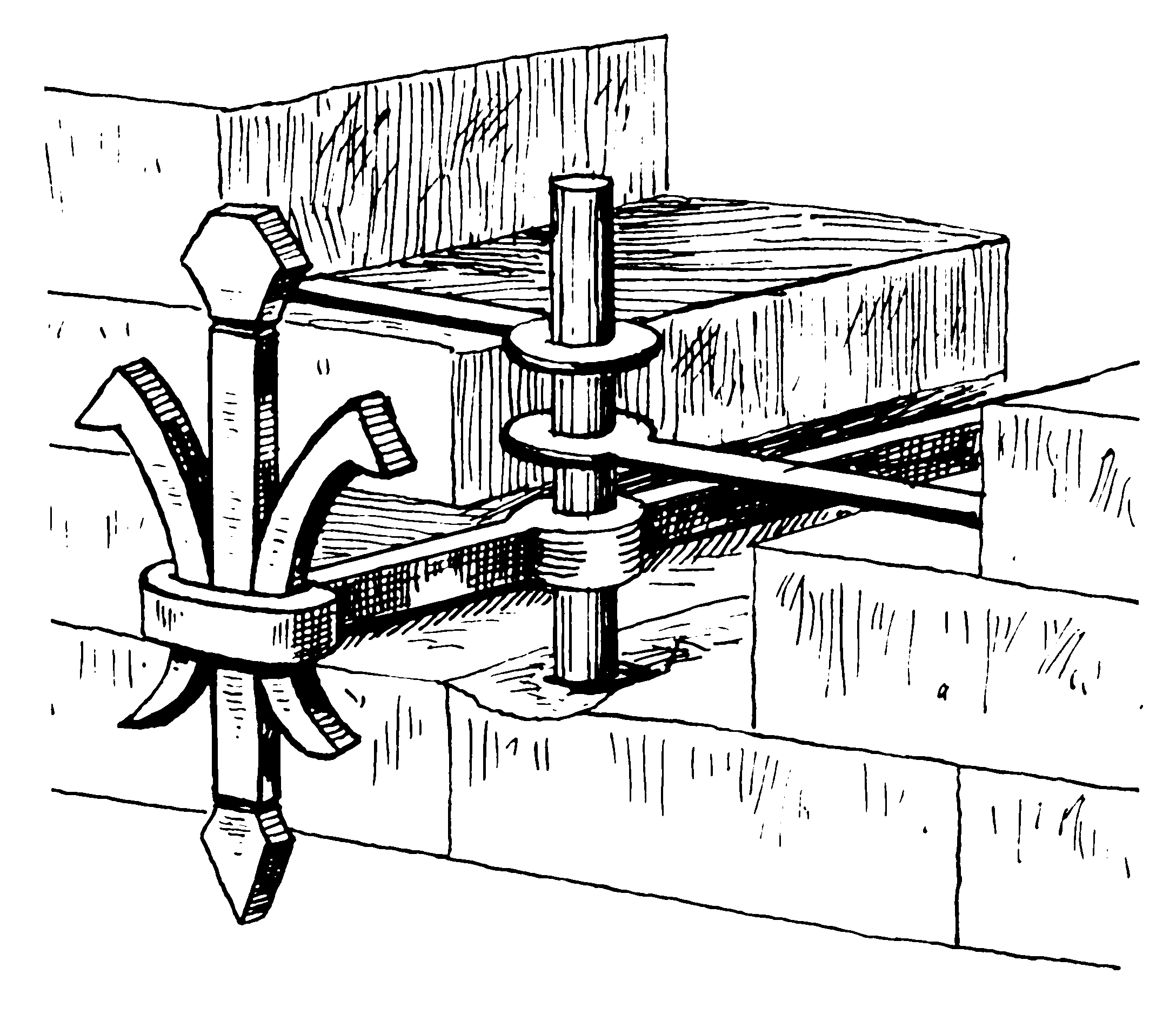
Le principe de l'ancre de façade.

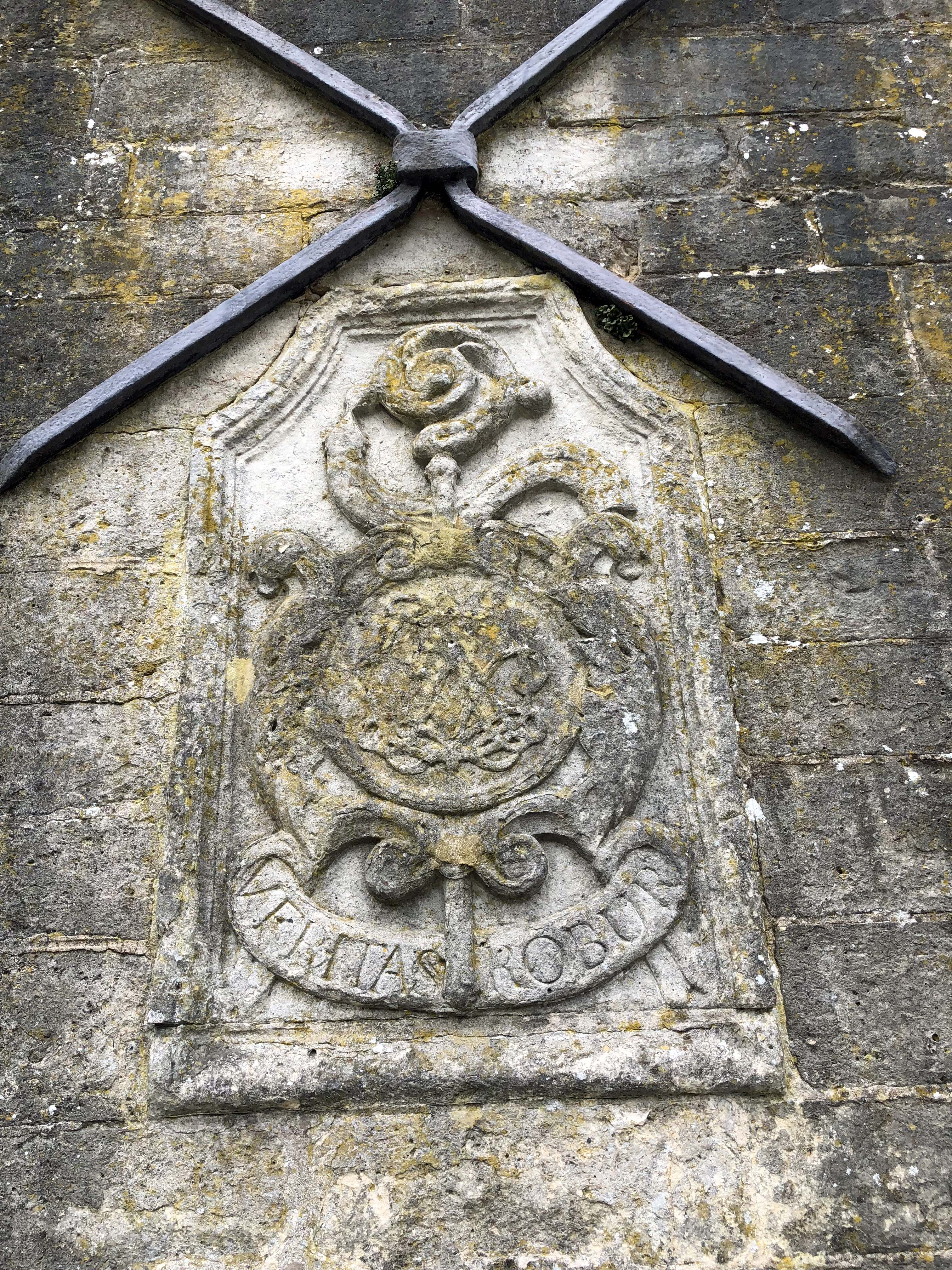
Ancre de façade à l'abbaye de la Cambre en Belgique.

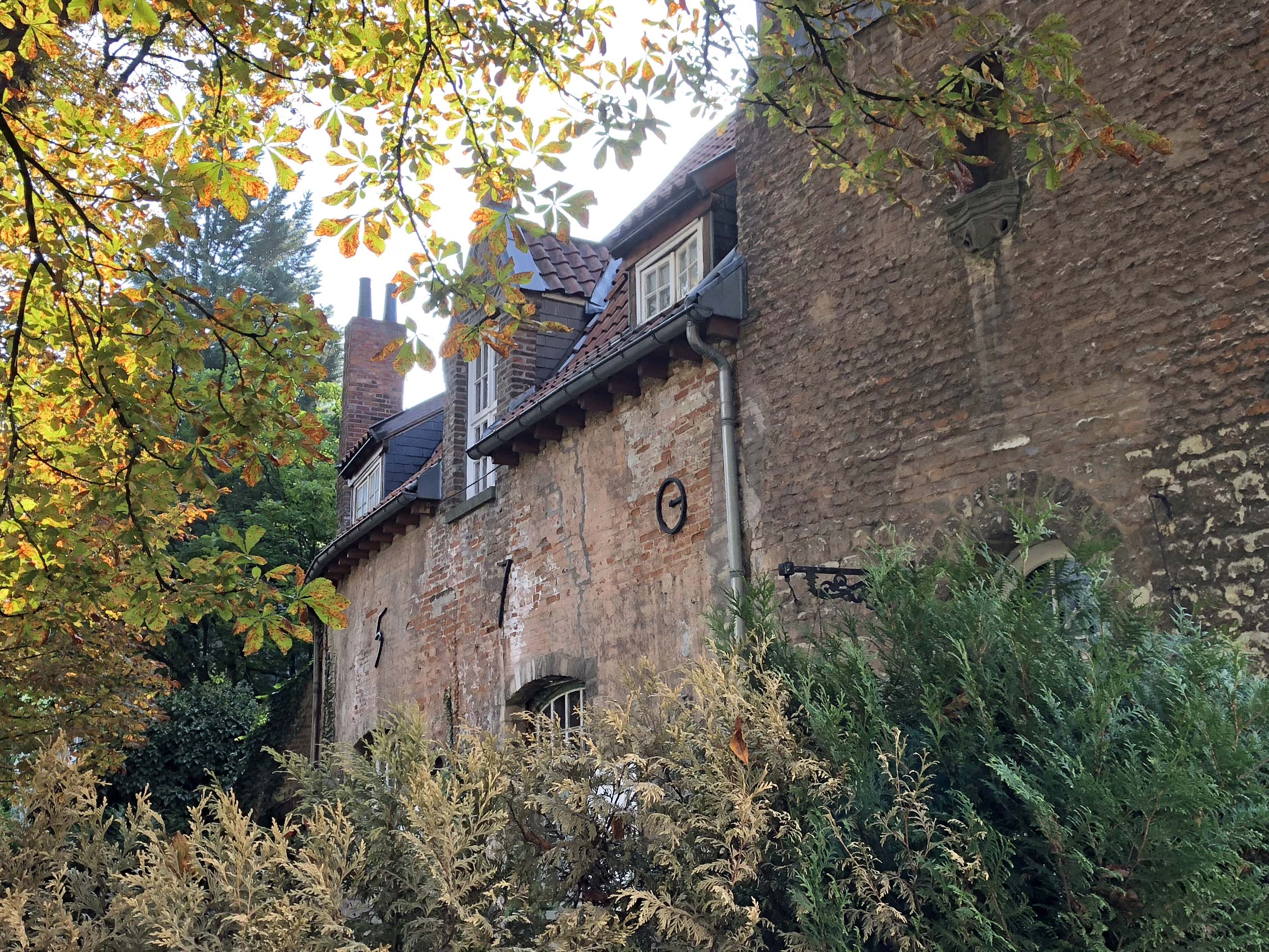
1570 : date de construction du Vieux Cornet à Uccle.

Pour les articles homonymes, voir ancre.
L'ancre, en architecture (ou ancre de façade), est l’extrémité d’une barre de fer, le tirant, destinée à empêcher l'écartement de deux murs opposés ou en angle.

## Historique
Selon Viollet-le-Duc, certaines maisons du XVe siècle présentaient des « ancres en bois, bloquées par des clés également en bois, reliant les solives des planchers aux sablières hautes et basses des pans de bois de face ».

## Description
Par nécessité, l’ancre étant destinée à prendre appui sur l’extérieur du mur, elle apparaît en façade où elle est traitée comme un ornement, prenant une forme allant du simple au plus complexe : 
- simple barre
- cercle
- lettre X, Y, S…
- crochet
- losange
- fer à cheval
- cœur
- moustaches
- fleur de lys
- chiffres composant le millésime de la construction ou de la transformation du bâtiment
- monogramme…

L’ensemble peut aussi s’appeler chaînage.

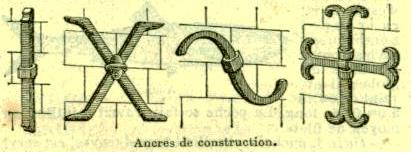
Différents types d'ancres de façade.
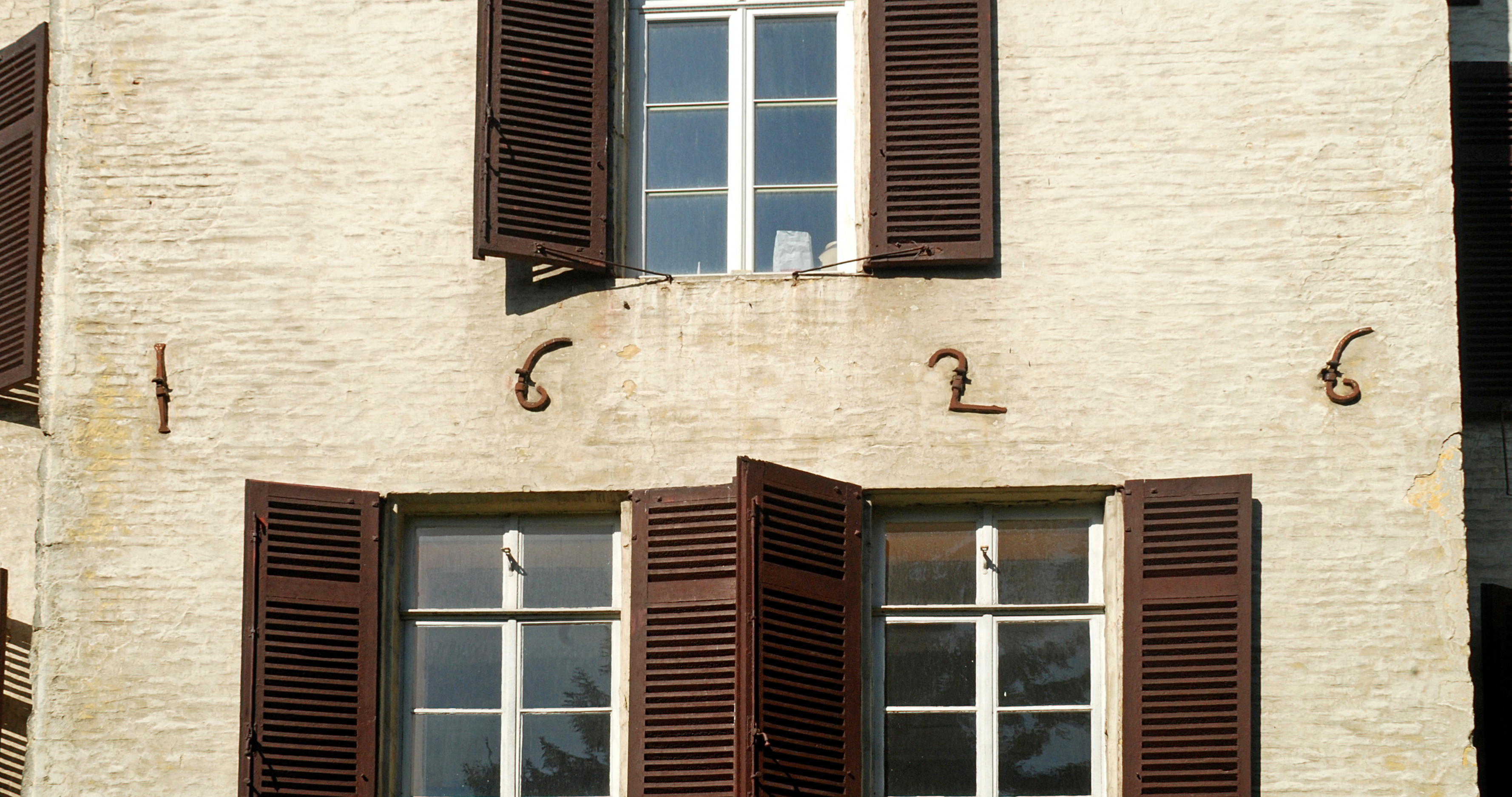
Les ancres du château d'Ottignies composant la date de 1626.

|  |  |  |  |  |

|  |  |  |  |  |